# Drosophila (Dudaica)
Drosophila (Dudaica) Strand, 1943, è un sottogenere di insetti del genere Drosophila (Diptera: Drosophilidae), comprendente due sole specie della regione orientale. 
Questo sottogenere fu istituito da Strand nel 1943 come nuovo nome in sostituzione di Macropalpus Duda, 1926, a causa dell'omonimia con altri generi appartenenti ad altre famiglie di Ditteri o di altri ordini. Il tipo di riferimento è Drosophila senilis Duda, 1926. Duda istituì il nuovo genere Macropalpus per includervi l'unica specie Macropalpus senilis, rinominata da Strand circa vent'anni dopo.

## Specie
Il TaxoDros include in questo sottogenere le seguenti due specie:
- D. malayana (Takada, 1976)
- D. senilis Duda, 1926

La sistematica del sottogenere è tuttavia differente secondo la fonte: il BioSystematic Database of World Diptera, infatti, riporta Dudaica come gruppo monotipico comprendente la sola specie originariamente descritta da Duda. Per D. malayana, riporta invece il nome valido Drosophila malayana, assumendo implicitamente la collocazione di questa specie come incertae sedis nel genere Drosophila.
Drosophila (Dudaica) malayana fu descritta da Takada (1976), che la classificò originariamente nel genere Zygotricha con il nome Zygotricha malayana, insieme ad altre due nuove specie, una melanesiana e una malese. La descrizione di Drosophila malayana si basa su due esemplari maschili raccolti nella foresta pluviale tropicale presso Kuala Lumpur (Malaysia). Dopo Takada, Gupta (1993), in un manoscritto, segnalò la presenza di questa specie anche nel territorio indiano.
Drosophila (Dudaica) senilis fu descritta da Duda (1926) facendo riferimento a tre esemplari maschili e sette femminili raccolti nell'isola di Sumatra (Indonesia), nel sito di Bukittinggi, meglio noto come Fort de Kock. Fra gli anni ottanta e gli anni duemila, diversi Autori hanno documentato l'esistenza di un areale più vasto, per questa specie, segnalandone la presenza anche in India, Vietnam e Filippine.